# Basratun
Basratun (arab. بسرطون) – miejscowość w Syrii, w muhafazie Aleppo. W 2004 roku liczyła 1317 mieszkańców.